# Кларк, Джон Морис
Джон Морис Кларк (англ. John Maurice Clark; 30 ноября 1884, Нортгемптон — 27 июня 1963, Вестпорт) — американский экономист, исследовал эффект акселератора.

## Биография
Джон Кларк родился 30 ноября 1884 года в Нортгемптоне, штат Массачусетс. Сын Дж. Б. Кларка (1847—1938).
Получил степень бакалавра в 1905 году в Амхерстском колледже, в 1910 году получил докторскую степень в Колумбийском университете.
Преподавал в 1908—1910 годах в колледже Колорадо, в 1910—1915 годах в Амхерстском колледже, в 1915—1926 годах в Чикагском университете. В 1926—1957 годах профессор кафедры экономики Колумбийского университета вместо отца.
В 1934—1954 годах сотрудничал с рядом правительственных учреждений США.
Учёный скончался 27 июня 1963 года в Вестпорте, штат Коннектикут.

## Основной вклад в науку
Кларк активный сторонник государственного регулирования экономики, и в области антикризисных мероприятий. Один из основоположников теории олигополии. Принимал участие в разработке теории диффузии выгод, по которой результаты экономического прогресса распределяются равномерно между всеми классами общества.
Кларк впервые указал на большую роль информационных издержек и издержек принятия решений. Для оптимального решения принимаются издержки, связанные со сбором и обработкой информации, где выгоды от этой информации заранее не определены.
Кларк впервые ввел понятие накладных издержек, которые не могут быть отнесены к определённому центру затрат предприятия, они не связаны непосредственно с производственным процессом. Кларк указывает, что они являются следствием больших инвестиций в основной капитал. Накладные издержки покрываются за счет цен, а значит отсутствует связь ценообразования с принципом уравнивания предельных издержек и выручки.
Кларк критиковал концепцию совершенной конкуренции в связи с малореалистичностью и предложил концепцию действенной конкуренции, при которой возможно достижение приемлемого уровня общественного благосостояния, может является ориентиром для проведения государственной политики по стимулированию конкуренции.
Кларк при исследовании деловых циклов выделяет множество причин циклов и в вышедшей в 1917 году статье «Деловая акселерация и закон спроса; технический фактор в экономических циклах» вновь открывает эффект акселератора как феномена, усиливающего циклические колебания экономической активности. Кларк выдвинул идею необходимости государственного регулирования циклов. Он первым в истории экономического анализа выдвинул идею встроенных (автоматических) стабилизаторов, каким должна быть налоговая система.

## Награды
- 1935 — президент Американской экономической ассоциации,
- 1952 — медаль Фрэнсиса Уокера.